# Сильвестр (Лебединский)
Архиепископ Сильвестр (в миру Симеон или Пётр Иванович Лебединский; 21 июля 1754 — 5 ноября 1808, Ровенки, Острогожский уезд, Воронежская губерния) — епископ Русской православной церкви, архиепископ Астраханский и Кавказский.

## Биография
Родился 21 июля 1754 года на территории, входившей в XIX веке в состав Харьковской губернии, в семье пономаря.
Обучался в Переяславской духовной семинарии. Затем окончил полный курс в Харьковском коллегиуме, после чего стал в нём преподавателем. Там же в 1785 году принял монашество и был рукоположен в сан иеромонаха.
Архиепископ Астраханский Никифор (Феотоки), желая преобразовать Астраханскую семинарию по образцу Переяславской, считавшейся в то время лучшею, просил епископа Белгородского Феоктиста (Мочульского), к ведению которого относился тогда и Харьков, отпустить иеромонахa Сильвестра в Астрахань. Просьба была исполнена. Иеромонах Сильвестр прибыл в Астрахань в августе 1787 года и был определён строителем Ивановского монастыря и префектом Астраханской духовной семинарии.
23 мая 1790 года Святейший Синод, в уважение особенных заслуг Сильвестра в прохождении им училищных и других должностей и в произнесении проповедей, предписал назначит его настоятелем Спасо-Преображенского монастыря с возведением в сан архимандрита, а в 1791 году он первый был возведен в должность ректора Астраханской духовной семинарии.
27 мая 1794 года перемещен ректором Казанской духовной семинарии и настоятелем Свияжского Богородицкого монастыря. 25 июля 1797 года назначен ректором Казанской духовной академии и учитель богословия.
Зная хорошо латинский язык, он любил беседовать на нём с учеными людьми. В духовной литературе он был известен своими учёными трудами, каковы: «Нетленная пища или душеспасительные размышления» в 2 частях, «Приточник Евангельский» в 2 частях, «Догматическо-полемическое богословие» в 68 главах, которое было учебником в Казанской духовной академии и во многих семинариях.
25 сентября 1799 года хиротонисан во епископа Малороссийского и Переяславского, викария Киевской епархии.
С 17 декабря 1803 года — епископ Полтавский и Переяславский.
25 января 1807 года переведён в Астрахань с возведением в сан архиепископа.
10 января 1808 года уволен на покой. 1 сентября того же года получил в управление Глуховский Петропавловский монастырь, но в пути заболел и 5 ноября 1808 года скончался в слободе Ровенках Острожского уезда Воронежской губернии. Погребен 11 ноября архимандритом Акатова монастыря Афанасием в правом приделе Никольской церкви в той же слободе.